# Ензимска супституциона терапија
Ензимска супституциона терапија (ЕСТ) је врста лечења најчешче последица урођених болести метаболизма, заснована на примени ензима који болеснику недостаје услед генетичке грешке. Њена примена довела јер до револуције у лечењу Гошеове болести (типова 1 и 3), те до значајних повољних ефеката код других обољења (нпр. поједини типови мукополисахаридоза), Помпеове болести итд.

## Историја
Концепт ензимске супституционе терапије лизозомских болести нагомилавања гликозаминогликана изнео је de Duve C. 1964. године. у следећем кратком објашњењу:
...У нашим патогеним спекулацијама и у нашим терапеутским покушајима, можда је добро имати на уму да свака супстанца која је узета интрацелуларно у ендоцитном процесу, вероватно ће завршити у оквиру лизозома. Ово очигледно отвара многе могућности за интеракцију, укључујући и супституциону терапију.
Веза између ендоцитозе и лизозома је већ добро била утврђена, још пре ове изјаве de Duvеа C., али је концепт лизозомских болести депоновања у то време био нов, и захтевао је експерименталну подршка за примену метода супституције ензимима.
Међутим, биле су потребне деценије како би се сазнало много више о ћелијској биологији пре него што су се лизозомски ензими могли развити у фармацеутске производе. 
Све је почело се са моделима система, који су се састојали од култивисаних фибробласта коже пацијената са мукополисахаридозама (МПС), који су показали да њихова дефектна катаколиза гликозаминогликана може бити коригована факторима изведеним из ћелија различитог генотипа. 
Корективни фактори су идентификовани као лизосомални ензими са посебном особином, или знаком препознавања, што је омогућиоло њихово ефикасно узорковања. Пошто је сигнал препознавања био одсутан из бројних лизозомских ензима који су изложени фибробластима од пацијената са I-ћелијском болешћу (моногени поремећај), постулирана је пост-транслациона модификација лизозомских ензима. 
Касније је доказано да је угљени хидрат, идентификован као маноза-6-фосфат (M6P), тај који је препознат од присутних M6P рецептора. Други модел система био је клиренс, ин виво, лизозомских ензима из плазме. Сигнал препознавања за овај систем идентификован је као маноза, уз очигледно очување маноза рецептора ретикулоендотела. 
Овај други систем је одмах одобрен да се користи за лечење Гошеове болести типа I, у којој су макрофаге погођене ћелије. Нативни, а касније и рекомбинантна, глукоцереброзидаза је модификована да би се открили остатаци терминалне манозе; тако је настала прва успешна фармацеутска компанија за болести лизозома. 
Рекомбинантни лизозомални ензими који садрже M6P сигнал су развијени (или су у напредним стадијумима развоја) у фармацеутске производе за лечење Фабриове болести, МПС тип I, МПС тип II, МПС тип IV и Помпеове болести.

## Основни принципи
Принцип ензимске супституционе терапије заснива се на способности ћелија болесника да преузму егзогени ензим из циркулације помоћу рецептора за маноза-6-фосфат на ћелијској мембрани, и спроводу га даље у лизозоме где лек (ензим) обавља функцију.

## Исход и управљање
Повишене вредности ензима у серуму које се јављају код ензимске супституционе терапије обично су само ограничене и благе и генерално не захтевају модификацију дозе или прекид терапије. 
Трајна или изражена повишења ензима намећу потребу процене других облика болести јетре. 
Нису пријављени случајеви акутног затајења јетре, хроничног хепатитиса или синдрома жучног канала због себелипазе.

## Лекови
| Генерички назив          | Марка               | Ензим                             | Година регистрације | Болест                                            |
| ------------------------ | ------------------- | --------------------------------- | ------------------- | ------------------------------------------------- |
| Алфа1-инхибитор протеина | Prolastin-C Glassia | Alpha1—Antitrypsin                | 2009. 2010.         | Недостатак алфа-1-антитрипсина (А1АТ)             |
| Алглуцераза алфа         | Ceredase            | β—Glucocerebrosidase              | 1991.               | Гошеова болест.                                   |
| Имиглуцераза             | Cerezyme            | β—Glucocerebrosidase              | 1995.               | Гошеова болест                                    |
| Талиглуцераза алфа       | Elelyso             | β-Glucocerebrosidase              | 2012.               | Гошеова болест                                    |
| Велаглуцераза алфа       | VPRIV               | β-Glucocerebrosidase              | 2010.               | Гошеова болест                                    |
| Пегадемаза               | Adagen              | Adenosine Deaminase               | 2000.               | Недостатак аденозин деаминазе (АДА)               |
| Агалзидаза бета          | Fabrazyme           | Alpha-Galactosidase A             | 2003.               | Фабријева болест.                                 |
| Алглукозидаза алфа       | Lumizyme            | Acid alpha-Glucosidase            | 2010.               | Помпеова болест.                                  |
| Ларонидаза               | Aldurazyme          | α-L-Iduronidase                   | 2003.               | Мукополисахаридота тип MPS I.                     |
| Идурсулфаза              | Elaprase            | Iduronate-2-Sulfatase             | 2006.               | Мукополисахаридоза тип MPS II                     |
| Елосулфаза алфа          | Vimizim             | N-Acetylgalactosamine-6 Sulfatase | 2014.               | Моркиов синдром A, Мукополисахаридоза тип MPS IVA |
| Галсулфаза               | Naglazyme           | N-Acetylgalactosamine-4 Sulfatase | 2005.               | Maroteaux-Lamy, Мукополисахаридоза тип VI.        |
| Себелипаза алфа          | Kanuma              | Lysosomal Acid Lipase             | 2015.               | Wolman, недостатак лизозом липазе (ЛАЛ)           |

## Ограничења
Главно ограничење за примену ензимске супституционе терапије односе се на чињеницу да ћелије појединих ткива не преузимају ензим у потребној мери, тако да клинички ефекти нису једнаки у различитим органима болесника. Да би се то уклонило врше се истраживања нових формулација ензима које ће омогућити боље достављање
у циљне органе, пре свега у централни нервни систем и кости. 
Пролазак терапијског ензима кроз хематоенцефалну баријеру представља посебан изазов с обзиром да већина лизозомских болести таложења доводи до озбиљног оштећења мозга. Према резултатима досадашњих истраживања, пролазак ензима кроз хематоенцефалну баријеру или у коштано-хрскавичаво ткиво може бити побољшан фузијом ензимског молекула са одређеним доменима других протеина које циљна ткива препознају и лакше интернализују.